# 2010年冬季残疾人奥林匹克运动会闭幕式
2010年冬季残疾人奥林匹克运动会闭幕式于太平洋時區2010年3月21日下午7:30在加拿大温哥华的惠斯勒举行。

## 过程

### 国歌
加拿大国歌啊，加拿大的演唱者是惠斯勒人阿里·米尔纳。